# 171429 Hunstead
171429 Hunstead este un asteroid din centura principală de asteroizi.

## Descriere
171429 Hunstead este un asteroid din centura principală de asteroizi. A fost descoperit pe 1 septembrie 2007 la Observatorul Siding Spring de Krisztián Sárneczky și László L. Kiss. Asteroidul prezintă o orbită caracterizată de o semiaxă mare de 3,12 ua, o excentricitate de 0,09 și o înclinație de 15,5° în raport cu ecliptica.